# Андре Де Тот
Андре Де Тот (на английски: Andre DeToth) е американски филмов режисьор с унгарски произход.

## Биография

### Ранни години
Андре Де Тот е роден на 15 май 1912 г. в Мако, кралство Унгария, което по това време е част от Австро-Унгарската империя. Син е на бивш хусар, превърнал се в строителен инженер, Андре разочарова баща си, когато решава да се откаже от военната си кариера. В ранна възраст той проявява артистичен талант, провеждайки първата си самостоятелна художествена изложба, докато е още тийнейджър (според него той по-късно унищожава картините и скулптурите си).  Първата изложба на негови картини и скулптури се провежда, когато той е на 14 години, а първата му пиеса е поставена, когато е на 18 години. 
Докато учи в Кралския унгарски университет в Дебрецен, Де Тот пише няколко пиеси, които му носят слава. Това привлича вниманието на известния унгарски драматург Ференц Молнар, който го въвежда в театралния свят на Будапеща . След като получава диплома по право, Де Тот изоставя обучението си по право и отива в унгарската филмова индустрия, където работи като сценарист, асистент-режисьор, монтажист и от време на време актьор, докато израства до режисьор през 1938 г. 
След като Де Тот, под името Ендре Тот (Endre Toth) поставя в Унгария пет пълнометражни филма в течение само на 1939 г., неговият сънародник, влиятелният режисьор и продуцент Александър Корда кани Де Тот в Англия, където му дава работа като асистент режисьор на своя филм „Багдадският крадец“ (1940).

### Кариера в САЩ
През 1942 г. Де Тот емигрира в Съединените щати, където Корда му урежда да работи като втори режисьор във филма „Книга на джунглата“ (1942).  Той дебютира като режисьор със солидния пропаганден трилър „Паспорт до Суец“ (1943), поредица за частен детектив. 
Де Тот печели признание като опитен режисьор, чиито филми, особено уестърни и ноар, с течение на времето са високо ценени заради техния тъмен, психологически подход.  Той става известен със своите твърди, трогателни и безкомпромисни филми, било то уестърни или драми за градска престъпност. Не показва съжаление, че показва насилие по възможно най-реалистичен начин, което е необичаен и донякъде противоречив подход по онова време. 

### Личен живот
Андре Де Тот се е женил седем пъти и има 19 деца като баща и осиновител .
Най-известната му съпруга е кинозвездата Вероника Лейк, за която той е женен от 1944 до 1952 г. Те имат две деца: син Андре Антъни Майкъл Де Тот (1945 – 1991) и дъщеря Даяна Де Тот (1948).

### Смърт
На 27 октомври 2002 г. Де Тот умира от аневризма на 89-годишна възраст.  Погребан е в гробището на Мемориал Парк Форест в Холивуд Хилс.

## Признание
Приносът на Де Тот към киното е признат през 1995 г., когато му е присъдена наградата за цялостно постижение от Асоциацията на филмовите критици в Лос Анджелис. 

## Избрана филмография
| Година | Филм                 | Оригинално заглавие |
| ------ | -------------------- | ------------------- |
| 1955   | Индианският боец     | The Indian Fighter  |
| 1959   | Денят на престъпника | Day of the Outlaw   |